# Yves Dupont
Yves Dupont (7 de julio de 1954) es un expiloto  francés de motociclismo que compitió en el Campeonato del Mundo entre 1977 y 1982. Su mejor temporada fue en 1980, cuando acabó octavo en la categoría de 50cc.

## Resultados en el Campeonato del Mundo
Sistema de puntuación desde 1969 hasta 1987:
| Posición | 1.º | 2.º | 3.º | 4.º | 5.º | 6.º | 7.º | 8.º | 9.º | 10.º |
| Puntos   | 15  | 12  | 10  | 8   | 6   | 5   | 4   | 3   | 2   | 1    |

### Carreras por año
(Carreras en negrita indica pole position, carreras en cursiva indica vuelta rápida)
| Año  | Cat.  | Moto       | 1     | 2      | 3       | 4       | 5       | 6      | 7       | 8       | 9       | 10      | 11     | 12      | 13     | Pts. | Pos. |
| ---- | ----- | ---------- | ----- | ------ | ------- | ------- | ------- | ------ | ------- | ------- | ------- | ------- | ------ | ------- | ------ | ---- | ---- |
| 1977 | 125cc | Morbidelli | VEN - | AUT -  | GER -   | NAT -   | ESP -   | FRA 12 | YUG -   | NED -   | BEL -   | SWE -   | FIN -  | GBR -   |        | 0    | -    |
| 1978 | 125cc | Morbidelli | VEN - | ESP -  | AUT -   | FRA 16  | NAT 18  | NED -  | BEL 17  | SWE -   | FIN -   | GBR 8   | GER -  |         | YUG -  | 3    | 28.º |
| 1979 | 125cc | Morbidelli | VEN - | AUT -  | GER -   | NAT -   | ESP -   | YUG -  | NED -   | BEL -   | SWE -   | FIN 19  | GBR -  | CZE -   | FRA -  | 0    | -    |
| 1980 | 50cc  | ABF        | NAT 8 | ESP 6  |         | YUG DNQ | NED -   | BEL 3  |         |         |         | GER Ret |        |         |        | 18   | 8.º  |
| 1980 | 125cc | MBA        | NAT - | ESP -  | FRA 4   | YUG DNQ | NED -   | BEL -  | FIN Ret | GBR -   | CZE -   | GER Ret |        |         |        | 8    | 16.º |
| 1981 | 50cc  | ABF        |       |        | GER Ret | NAT Ret |         | ESP 3  | YUG 7   | NED Ret | BEL Ret | RSM -   |        |         | CZE 13 | 14   | 12.º |
| 1981 | 125cc | MBA        | ARG - | AUT 12 | GER Ret | NAT Ret | FRA 13  | ESP 9  | YUG Ret | NED Ret |         | RSM -   | GBR 16 | FIN Ret | SWE 19 | 2    | 32.º |
| 1982 | 50cc  | Kreidler   |       |        |         | ESP 13  | NAT Ret | NED -  |         | YUG -   |         |         |        | RSM -   | GER -  | 0    | -    |